# معادله آرنیوس

پلات K - T

معادله آرنیوس فرمولی برای وابستگی نرخ واکنش شیمیایی به دما می‌باشد. این فرمول توسط سوانت آرنیوس در سال ۱۸۸۹ پیشنهاد شد. این فرمول کاربردهای وسیع و مهمی را درتعیین نرخ واکنش‌های شیمیایی و محاسبه انرژی فعال سازی دارد. آرنیوس توجیه فیزیکی و تفسیر برای فرمول ارائه داد. در حال حاضر، این رابطه به عنوان یک رابطه تجربی شناخته می‌شود.
معادله آرنیوس en:Arrhenius equation
{\displaystyle k=Ae^{-E_{a}/(RT)}}
جایی که:
- k نرخ ثابت
- T دمای مطلق برحسب کلوین
- A فاکتور احتمال شکل مولکول و عوامل دخیل در برخورد و جاذبه‌های مولکولی و...
- Ea انرژی آزاد سازی ژول
- R iثابت جهانی گازها:[۵][۶][۷]